# Tensor sztywności
Tensor sztywności (cijkl) to tensor określający liniową zależność pomiędzy odkszałceniem a naprężeniem. Zależność ta nazywana jest uogólnionym prawem Hooke’a. Tensor sztywności może opisywać dowolny liniowy materiał, także anizotropowy. Wykazuje częściowe symetrie:
{\displaystyle c^{ijkl}=c^{jikl},\quad c^{ijkl}=c^{ijlk},\quad c^{ijkl}=c^{klij}.}
Z tego względu dla ogólnego przypadku trójwymiarowego zawiera jedynie 21 istotnych składowych (zamiast spodziewanych 81). Dla uproszczonego przypadku materiału ortotropowego – 9 składowych, natomiast dla najbardziej powszechnego przypadku materiału izotropowego – 2 różne składowe. W takim przypadku tensor sztywności dla prawa Hooke’a można zapisać przy pomocy stałych Lamé'go jako:
{\displaystyle c^{ijkl}=\lambda g^{ij}g^{kl}+2\mu \cdot \delta _{i}^{k}\delta _{j}^{l}}
gdzie: λ i μ – stałe Lamégo, g – tensor metryczny, δ – delta Kroneckera (inaczej macierz jednostkowa)
Dla materiału nieliniowego tensor sztywności nie jest stały, a zależy od odkształcenia. W takim przypadku jego składowe odzwierciedlają chwilową sprężystość materiału, która po zmianie stanu odkształcenia, także może ulec zmianie. Tensor sztywności (c) wiąże z tensorem podatności (b) następująca zależność:
{\displaystyle c^{ijkl}b_{mnpq}=\delta _{m}^{i}\delta _{n}^{j}\delta _{p}^{k}\delta _{q}^{l}}